# 50 ютуберов борются за $1,000,000 для своих подписчиков!
50 ютуберов борются за $1,000,000 для своих подписчиков! (англ. 50 YouTubers Fight for $1,000,000) — видео на YouTube американского ютубера Джимми Дональдсона, известного на платформе как MrBeast. В ролике, который Дональдсон назвал своим «самым большим видео в жизни», пятьдесят ютуберов со всего мира соревновались в том, чтобы как можно дольше оставаться внутри большого стеклянного куба, выполняя задания. За 24 часа ролик набрал более 70 миллионов просмотров, став самым просматриваемым за это время, и был проспонсирован Samsung.

## История
2 июня 2024 года Дональдсон обогнал T-Series как самый подписываемый YouTube-канал, а через 38 дней его YouTube-канал стал первым, достигшим 300 миллионов подписчиков, набрав 28 миллионов подписчиков в июне 2024 года. Он назвал это видео новым «самым большим видео в истории», среди предыдущих обладателей которого были «Игра в кальмара в реальной жизни на $456,000!» (2021), «100 детей против 100 взрослых за $500 000» (2022) и «Каждая страна на Земле борется за $250 000!» (2023). 5 июня 2024 года MrBeast опубликовал в X свою фотографию с ютуберами, а также выложил список ютуберов, участвовавших в видео, после чего удалил его. В видео вошли три автора из Франции, несколько испаноязычных Ютуберов и CarryMinati из Индии

## Видео
Марк Робер и JiDion стали первыми ютуберами, которые были исключены после того, как не смогли сделать баскетбольные броски, чтобы выиграть для своего подписчика Cybertruck

## Релиз и приём
Видео было выпущено 13 июля 2024 года и длится более 40 минут. Видео стало самым просматриваемым видео Дональдсона за первые 24 часа — более 70 миллионов просмотров и почти побило рекорд по просмотрам за 24 часа, принадлежащий трейлеру Grand Theft Auto VI в декабре 2023 года с 93 миллионами просмотров. Кроме того, популярными стали видеоролики, снятые ютуберами по поводу видео MrBeast, включая видео Logan Paul, Pokimane и FaZe Rug, а также видео Jschlatt, записанное на «олдскульную» камеру.